# Anna Hyatt Huntington

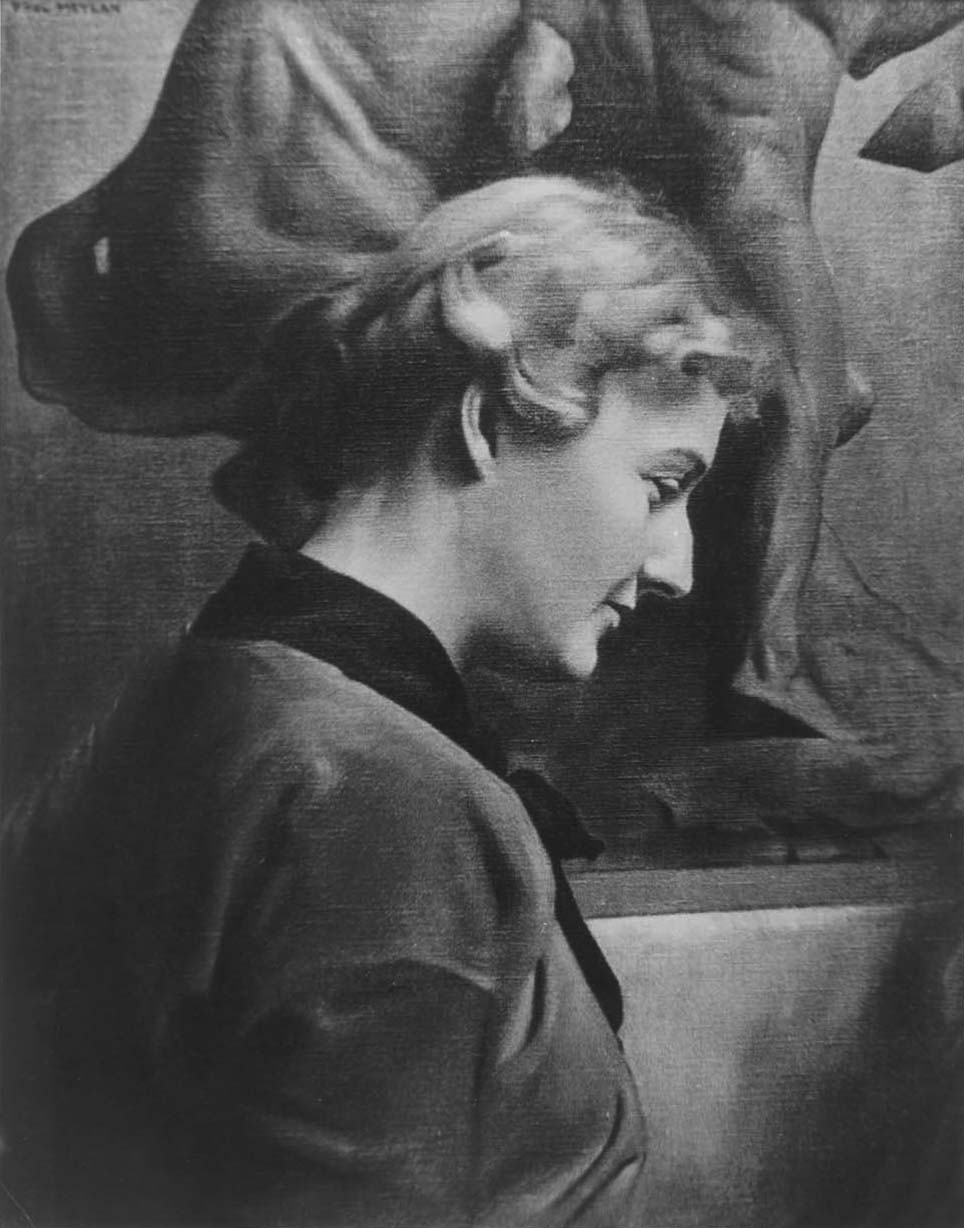
Anna Hyatt Huntington

Anna Hyatt Huntington (* 10. März 1876 in Cambridge, Massachusetts als Anna Vaughn Hyatt; † 4. Oktober 1973 in Redding Ridge, Redding, Connecticut) war eine US-amerikanische Bildhauerin, die sich vor allem auf die Anfertigung von heroischen Reiterstandbildern und Tierskulpturen (Haustiere sowie Wildtiere) spezialisierte.

## Leben und Wirken

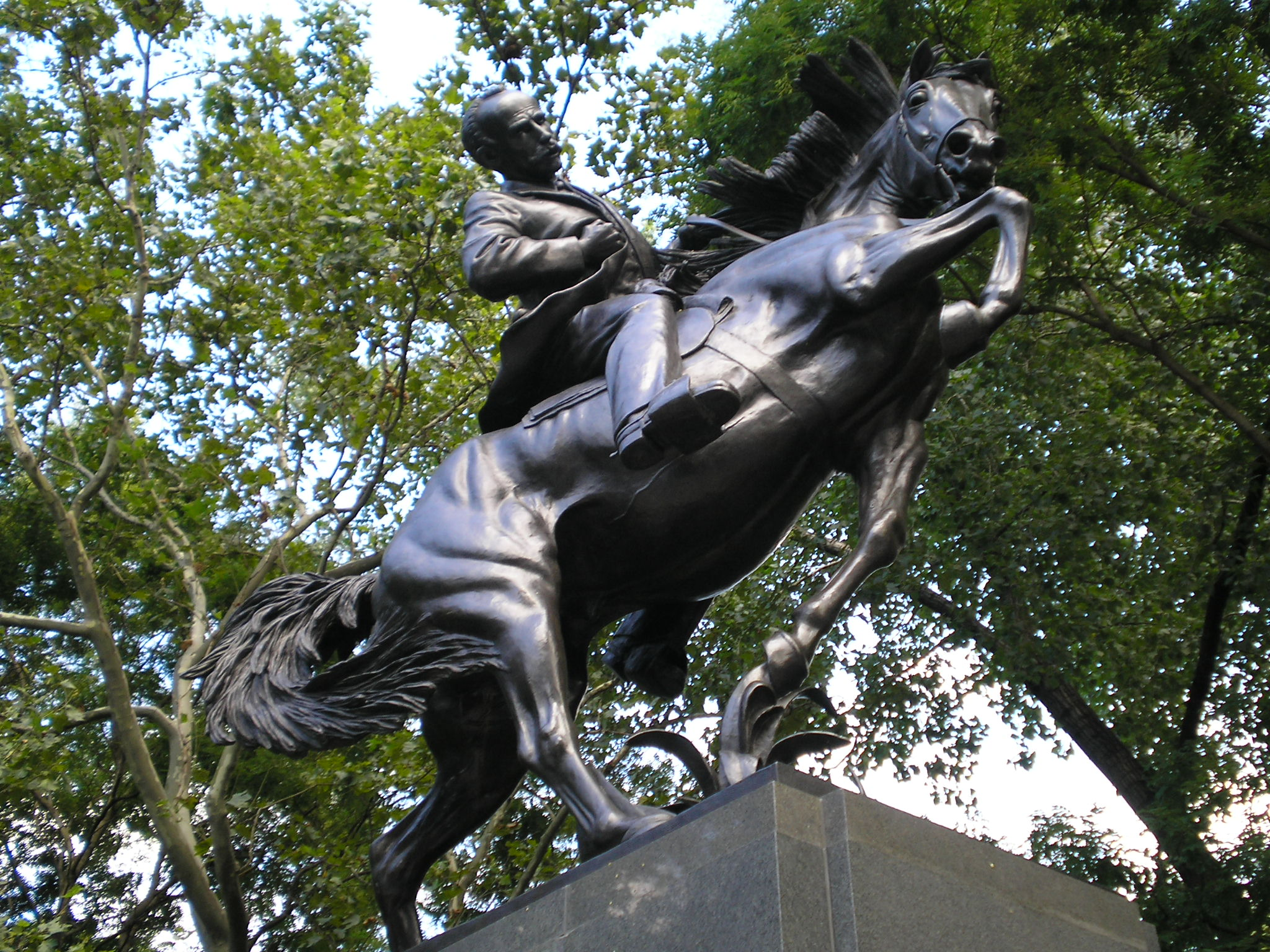
Reiterstandbild des kubanischen Nationalheldens José Martí vor dem Central Park, New York

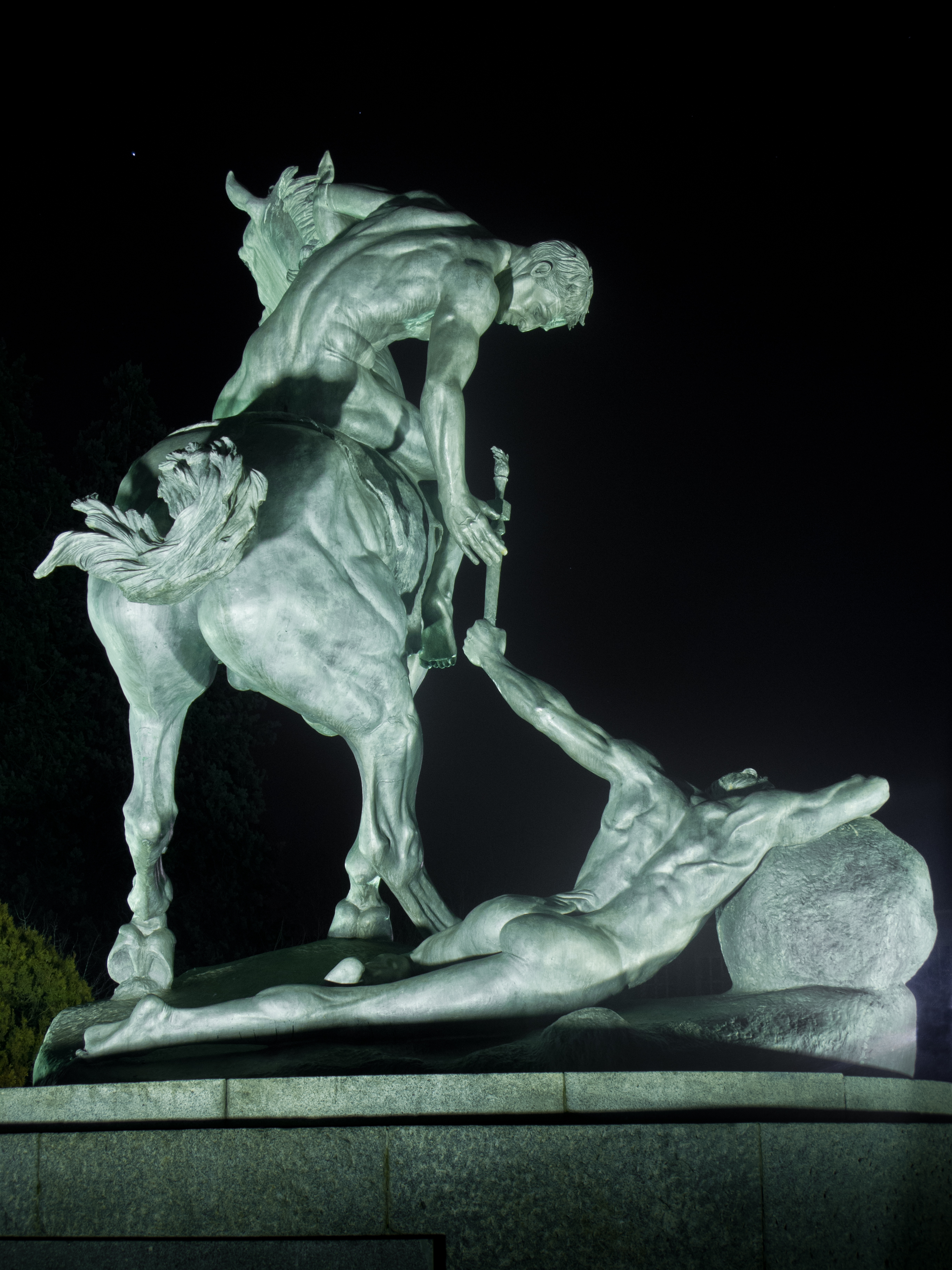
The Torch Bearers vor der Universität Complutense, Madrid

Sie wurde als drittes Kind und jüngste Tochter des Zoologen Alpheus Hyatt (1838–1902) und von Audella Beebe Hyatt (1840–1932) in Cambridge, Massachusetts geboren. Ihr Vater förderte früh ihr Interesse an Tieren, insbesondere an Pferden, und sie erlernte von ihm ihre Verhaltensweisen. Ihre Mutter unterstützte ihren Mann bei seinen wissenschaftlichen Publikationen, indem sie Skizzen und Diagramme für seine Bücher zeichnete. Daneben betrieb sie Landschaftsmalerei als Hobby. 
Anna Hyatt Huntington war zuerst auf eine Karriere als Geigerin fixiert. Für ihren Wunsch als Musikerin übte sie täglich acht Stunden auf der Geige. 1895 kam es durch ein Hilfegesuch ihrer Schwester Harriet Hyatt, die Porträts und Figuren aus Ton anfertigte, zum Umdenken. Für ihre Schwester modellierte sie eine Gruppe von Hunden. Das Werk wurde nach Fertigstellung erfolgreich verkauft. Dadurch ermutigt, arbeiteten die beiden Schwestern eng zusammen. Harriet Hyatt brachte ihr die Grundlagen des Modellierens bei. Anna war für die Anfertigung der Tiergruppen verantwortlich; Harriet kümmerte sich um die Menschen. 1900 hatte sie ihre erste eigene Ausstellung im Boston Arts Club. Im gleichen Jahr fertigte sie ihre erste große Arbeit an: Zwei deutsche Doggen aus blauen Granit für einen reichen Bostoner Händler.
Sie studierte zusammen mit ihrer Schwester bei dem Bildhauer Henry Hudson Kitson in Boston. Nachdem ihr Vater 1902 gestorben war, ging sie zum Arbeiten nach New York und studierte unter Hermon Atkins MacNeil an der Art Students League of New York Bildhauerei. Während dieser Zeit arbeitete sie auch für den Bildhauer John Gutzon de la Mothe Borglum und lebte und arbeitete zusammen mit Abastenia St. Leger Eberle. Für ihre Beobachtungen an Tieren ging sie oft in den Bronx Zoo.
Zwischen 1906/07 und 1910/11 bereiste sie England, Italien (Neapel) und Frankreich (Paris) und erstellte für die Stadt Blois in Frankreich das Reiterdenkmal für Jeanne d’Arc. Dazwischen kehrte sie 1909 in die Vereinigten Staaten zurück.
Im Alter von 47 Jahren, am 10. März 1923, heiratete sie den reichen Philanthropen Archer Milton Huntington, den adoptierten Sohn von Collis P. Huntington. Sie lebten in dem heutigen Gebäude der National Academy of Design an der Fifth Avenue und Eighty-ninth Street in New York und zogen über den Winter in das Atalaya Castle, das sich noch heute auf dem Huntington Beach State Park in der Nähe von Murrells Inlet befindet. Mit ihrem Ehemann ging sie viel auf Reisen, unter anderem nach Nordafrika. 1927 erkrankte Anna Hyatt Huntington an Tuberkulose. Auch nach ihrer Erkrankung gönnte sie sich keine Schaffenspause, so dass sie diese Infektionskrankheit etwa bis 1937 mit sich herumtrug. 

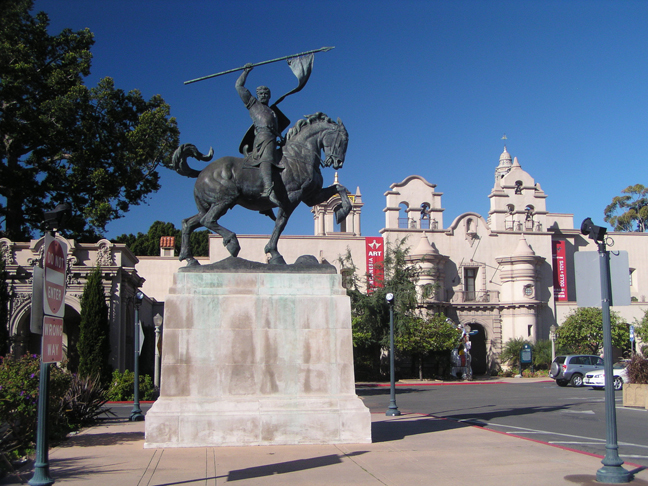
Reiterstatue des kastilischen Ritters El Cid im Balboa Park (San Diego)

1930 kaufte ihr Ehemann Archer Milton Huntington das Gelände des späteren von ihnen gegründeten Skulpturengartens Brookgreen Gardens zwischen Murrells Inlet (Georgetown County) und der Stadt Myrtle Beach in South Carolina. Er war der erste Skulpturenpark in den Vereinigten Staaten. Ursprünglich war das Gelände als Winterquartier des Paares gedacht. Wegen der Erkrankung von Anna Hyatt Huntington waren sie auf der Suche nach einem wärmeren Klima und kauften ein Grundstück in Redding (Connecticut). Der Park beinhaltet heute Statuen und Skulpturen von amerikanischen Künstlern des 19. und 20. Jahrhunderts. Unter anderem Werke von Anna Hyatt Huntington selbst, Daniel Chester French und Frederic Remington. Gleichzeitig ist der Garten auch eine Zufluchtstätte für einheimische Pflanzen und Tiere.
1932 erwarb sie mit ihrem Ehemann ein 320 Hektar großes Gelände in Newport News, Virginia und eröffnete dort das Mariners’ Museum, das heute als eines der größten Schifffahrtsmuseen weltweit gilt.
1955 starb Archer Milton Huntington nach langer Krankheit im Alter von fünfundachtzig Jahren. Anna Hyatt Huntington lebte und arbeitete bis zu ihrem Tod am 4. Oktober 1973 auf der gemeinsamen Ranch in Redding. Sie war Mitglied in der National Academy of Design und bei der National Sculpture Society.

## Ehrungen
1922 wurde sie als Ritter in die französische Ehrenlegion aufgenommen. Im selben Jahr wurde Anna Vaughn Hyatt Huntington zum Mitglied (NA) der National Academy of Design gewählt. 1927 wurde sie in die American Academy of Arts and Letters aufgenommen.

## Werke  (Auswahl)

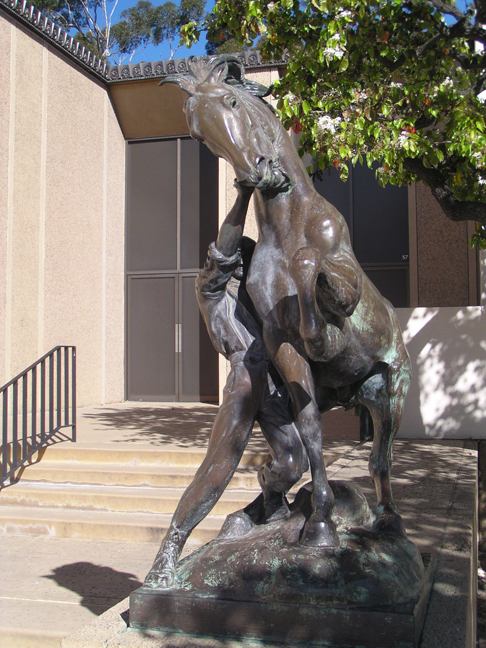
Horse Trainer im Balboa Park

- Zwei Reiterstandbilder für Jeanne d’Arc: In Blois (Frankreich) und im Riverside Park (Manhattan)
- Reiterstandbild des kubanischen Nationalheldens José Martí: Vor dem Central Park (New York)
- Reiterstandbild des  US-amerikanischen Generals Israel Putnam: In dem nach ihm benannten Park Putnam Memorial State Park in Redding, Connecticut
- Drei Reiterstatuen des kastilischen Ritters El Cid: Im Balboa Park (San Diego); vor dem Museum der Hispanic Society of America (New York) und vor dem Kunstmuseum California Palace of the Legion of Honor (San Francisco)
- Horse Trainer im Balboa Park (San Diego)
- The Torch Bearers vor der Universität Complutense (Madrid)
- Zwei ihrer Tierskulpturen vor dem nach Collis Potter Huntington benannten Collis P. Huntington State Park in Redding:

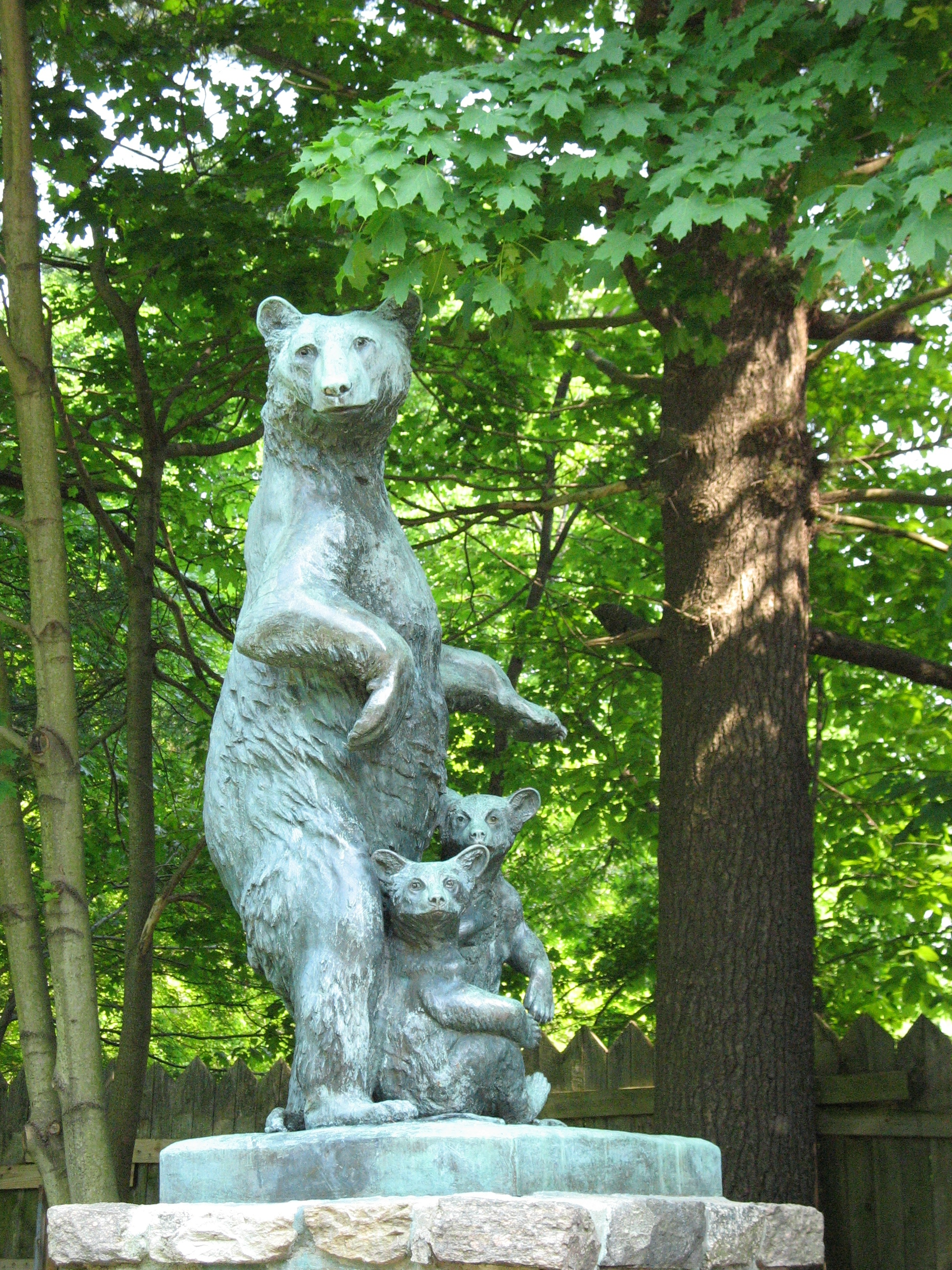
Tierskulptur eines Bären mit Jungen
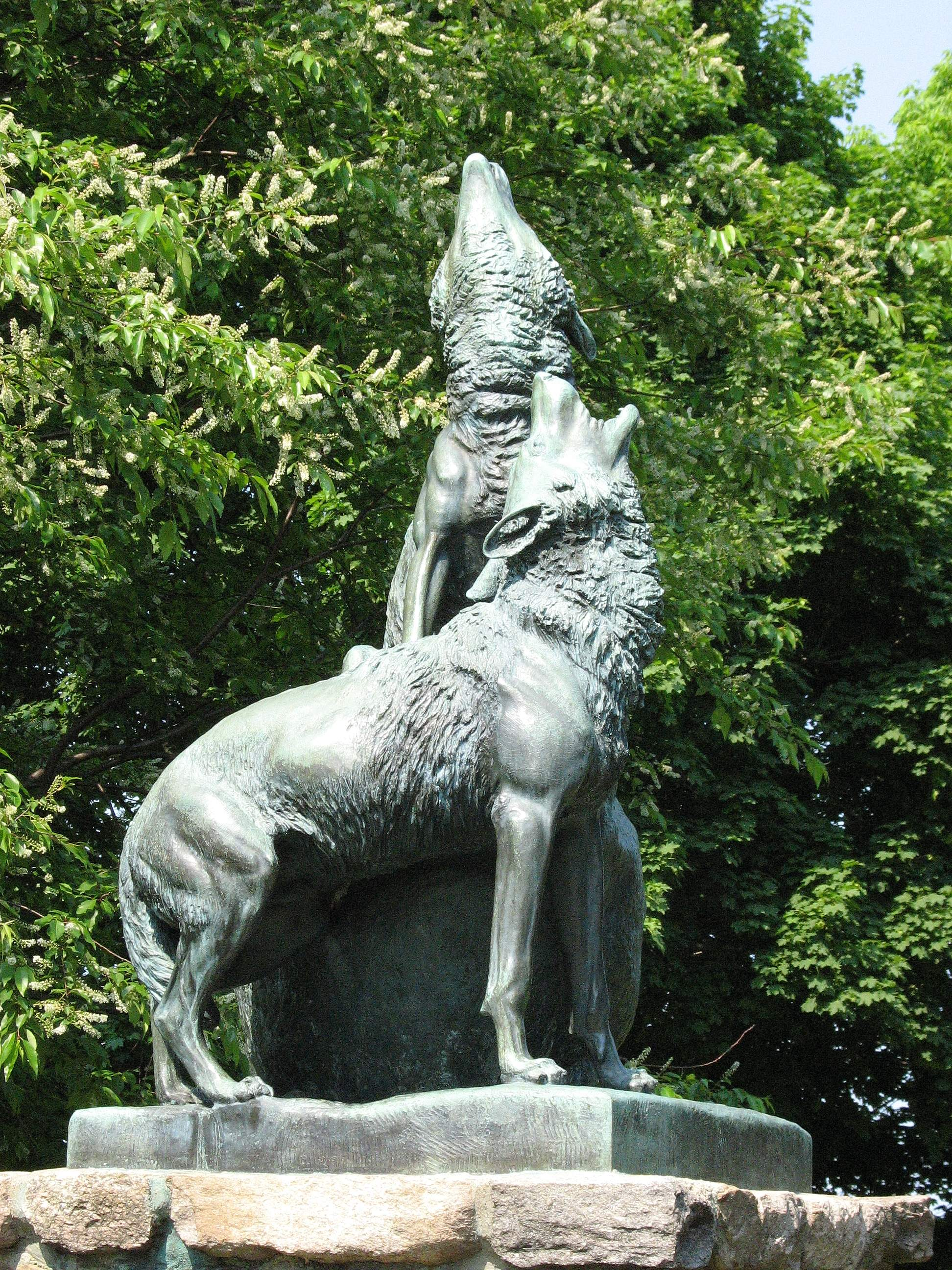
Tierskulptur von heulenden Wölfen